# Jurassic School
Jurassic School ist ein US-amerikanischer Familienfilm aus dem Jahr 2017 von Mark Atkins.

## Handlung
Tommy ist 12 Jahre alt. Wie jedes Jahr wird an seiner Schule ein Jungforscherwettbewerb abgehalten, den er dieses Jahr unbedingt gewinnen möchte. Dafür hat er sich überlegt, einen Dinosaurier wiederzubeleben. Wie erwartet scheitert das Projekt und aufgrund seiner misslungenen Präsentation muss er den anderen Klassenkameraden als Assistent dienen. Dadurch lässt sich Tommy allerdings nicht entmutigen, sodass er zu Hause weiter an dem Projekt tüftelt. Zuhause schafft er es schließlich, einen Dinosaurier erfolgreich zu klonen.
Bei dem Dinosaurier handelt es sich zum Glück für den Jungen um einen pflanzenfressenden Dinosaurier, der aber ungewöhnlich schnell wächst. Er tauft den Dinosaurier schließlich auf den Namen Spike. Nun steht Tommy vor der kniffligen Aufgabe, den Dinosaurier zu verstecken und außerdem genug Nahrung für ihn zu besorgen. Allerdings kommt es, wie es kommen musste, und Spike zieht es aus Neugierde nach draußen. Dort gerät er schnell ins Visier eines Wissenschaftlers einer geheimen Regierungsabteilung. Dieser will mit derselben Technik ebenfalls Dinosaurier, welche für den Krieg gezüchtet werden sollen, wieder zum Leben erwecken.

## Hintergrund

### Produktion
Der Film entstand unter dem Arbeitstitel Mom, Tommy Made a Dinosaur in Los Angeles. In der Hauptrolle des Tommy ist der Schauspieler Gabriel Bennett in seiner bisher einzigen Filmrolle zu sehen.

### Veröffentlichung
In den USA erschien der Film am 31. Januar 2017.

## Rezeption
„Abstecher der Trash-Schmiede „The Asylum“ ins Genre des Kinder-Abenteuerfilms, tricktechnisch ebenso bescheiden wie ihre sonstigen Produktionen. Überraschungsarm und nur mäßig gespielt, zehrt der Film allein von einem gewissen Charme des Dinosauriers.“

Für Kino.de handelt es sich um einen B-Movie zu Elliot, der Drache.
Im Audience Score, der Zuschauerwertung auf Rotten Tomatoes, hat der Film bei weniger als 50 Abstimmungen eine Wertung von 35 %. In der Internet Movie Database hat der Film bei über 400 Stimmabgaben eine Wertung von 3,1 von 10,0 möglichen Sternen (Stand: Februar 2024).